# Sabaria paupera
Sabaria paupera är en fjärilsart som beskrevs av Butler 1881. Sabaria paupera ingår i släktet Sabaria och familjen mätare. Inga underarter finns listade.